# ムラ黒江
ムラ 黒江（むら くろえ、女性）は、日本の漫画家。東京都在住。

## 人物
同人サークル『トイヘルベッケ』を個人で運営。主に東方Projectの二次創作活動を行っている。
2011年に芳文社より出版された『魔法少女おりこ☆マギカ』で商業デビュー。

## 作品リスト

### 漫画作品
- Zwart Closet（『まんがタイムきららフォワード』2012年[2] - 2014年）
- キュゥさん（原案：Magica Quartet、『魔法少女まどか☆マギカ アンソロジーコミック』2巻、2012年） - 『魔法少女まどか☆マギカ』のアンソロジー寄稿作品。
- 魔法少女おりこ☆マギカ 〜noisy citrine〜（『まんがタイムきらら☆マギカ』Vol.2・Vol.3〈2012年〉、全2話） - 『魔法少女おりこ☆マギカ [別編]』に収録。
- 魔法少女おりこ☆マギカ 〜symmetry diamond〜（『まんがタイムきらら☆マギカ』Vol.5 - Vol.7〈2013年〉、全3話） - 『魔法少女おりこ☆マギカ [別編]』に収録。
- [新約] 魔法少女おりこ☆マギカ 〜sadness prayer〜（『まんがタイムきらら☆マギカ』2013年 - 2017年[3]）
- スローライフがしたい大賢者、娘を拾う。（原作：空野進、『MAGCOMI』2019年[4] - 2022年）

### 書籍
- 『魔法少女おりこ☆マギカ』芳文社〈まんがタイムKRコミックス〉2011年、全2巻 - 書き下ろし作品。
- 『Zwart Closet』芳文社〈まんがタイムKRコミックス〉2012年 - 2014年、全4巻
- 『魔法少女おりこ☆マギカ [別編]』芳文社〈まんがタイムKRコミックス〉2013年、全1巻
- 『[新約] 魔法少女おりこ☆マギカ 〜sadness prayer〜』芳文社〈まんがタイムKRコミックス〉2015年 - 2017年、全4巻
- 『スローライフがしたい大賢者、娘を拾う。』マッグガーデン〈マッグガーデンコミック〉2020年[5] - 2022年、全4巻

### その他
- 魔法少女まどか☆マギカ アンソロジーコミック 1巻（原案：Magica Quartet、2011年）巻頭カラーイラスト[6]
- 魔法少女まどか☆マギカ the illustrated book（『魔法少女まどか☆マギカ』のイラスト集、2013年）イラスト[7]
- マギアレコード 魔法少女まどか☆マギカ外伝（ゲーム、2019年）更紗帆奈のキャラクターデザイン